# Crateromys schadenbergi
Crateromys schadenbergi — це великий зникомий вид гризунів із родини Muridae. Він зустрічається лише в соснових і мохових лісах на висотах 2000—2740 метрів у Центральних Кордильєрах Лусона, Філіппіни.

## Морфологічна характеристика
Це великий гризун з довжиною голови і тіла від 343 до 389 мм, довжиною хвоста від 355 до 475 мм, довжиною стопи від 72 до 73 мм, довжиною вух 32 мм і вагою до 1,5 кг. Шерсть довга, м'яка, щільна. Розрізняють три фази забарвлення тіла: більше половини особин повністю чорні, частина сірувата з чорнуватою мордою, а деякі екземпляри чорні з білими передніми кінцівками та головою. На голові зазвичай є гребінь. Хвіст довший за голову й тулуб, густо вкритий шерстю, такого ж кольору, як і тулуб.

## Спосіб життя
Відносно небагато відомо про його поведінку, але він веде нічний спосіб життя, в основному деревний і харчується різними видами рослинності.